# Bayer 04 Leverkusen mùa giải 2023–24
Mùa giải 2023–24 là mùa giải thứ 120 câu lạc bộ Bayer 04 Leverkusen được thành lập và là mùa giải thứ 45 liên tiếp chinh chiến tại Bundesliga. Họ cũng đang thi đấu ở DFB-Pokal và UEFA Europa League.
Sau chiến thắng 5–0 trước Werder Bremen vào ngày 14 tháng 4 năm 2024, Bayer Leverkusen đã giành chức vô địch Bundesliga lần đầu tiên trong lịch sử câu lạc bộ. Nó cũng đánh dấu chiếc cúp lớn đầu tiên của câu lạc bộ kể từ năm 1993. Ngoài ra, họ còn trở thành đội đầu tiên trong lịch sử vô địch Bundesliga mà không thua trận nào. Vào ngày 9 tháng 5 năm 2024, sau trận hòa 2–2 trước Roma ở trận bán kết lượt về Europa League, câu lạc bộ đã lập kỷ lục châu Âu mới về số trận thi đấu liên tiếp không thua (49), phá vỡ kỷ lục 48 trận bất bại của câu lạc bộ Benfica được thiết lập từ năm 1963 đến năm 1965. Để đạt được kỷ lục đó, câu lạc bộ đã thành công khi ghi 17 bàn trong thời gian bù giờ và 34 bàn từ phút 80 trở đi, bao gồm những bàn thắng gỡ hòa quan trọng vào phút cuối. Cuối cùng, Bayer Leverkusen đã kết thúc mùa giải Bundesliga với một thành tích bất bại cùng 28 trận thắng và 6 trận hòa, trở thành câu lạc bộ đầu tiên đạt được thành tích này.

## Cầu thủ

### Đội một
Tính đến 31 tháng 1 năm 2024
Ghi chú: Quốc kỳ chỉ đội tuyển quốc gia được xác định rõ trong điều lệ tư cách FIFA. Các cầu thủ có thể giữ hơn một quốc tịch ngoài FIFA.
| Số | VT | Quốc gia     | Cầu thủ                                    |
| -- | -- | ------------ | ------------------------------------------ |
| 1  | TM | Phần Lan     | Lukas Hradecky (đội trưởng)                |
| 2  | HV | Croatia      | Josip Stanišić (cho mượn từ Bayern Munich) |
| 3  | HV | Ecuador      | Piero Hincapié                             |
| 4  | HV | Đức          | Jonathan Tah (đội phó)                     |
| 6  | HV | Bờ Biển Ngà  | Odilon Kossounou                           |
| 7  | TV | Đức          | Jonas Hofmann                              |
| 8  | TV | Đức          | Robert Andrich                             |
| 9  | TĐ | Tây Ban Nha  | Borja Iglesias (cho mượn từ Real Betis)    |
| 10 | TV | Đức          | Florian Wirtz                              |
| 12 | HV | Burkina Faso | Edmond Tapsoba                             |
| 13 | HV | Brasil       | Arthur                                     |
| 14 | TĐ | Cộng hòa Séc | Patrik Schick                              |
| 17 | TM | Cộng hòa Séc | Matěj Kovář                                |
| 18 | TV | Bỉ           | Noah Mbamba                                |

| Số | VT | Quốc gia     | Cầu thủ             |
| -- | -- | ------------ | ------------------- |
| 19 | TV | Nigeria      | Nathan Tella        |
| 20 | HV | Tây Ban Nha  | Álex Grimaldo       |
| 21 | TV | Maroc        | Amine Adli          |
| 22 | TĐ | Nigeria      | Victor Boniface     |
| 23 | TĐ | Cộng hòa Séc | Adam Hložek         |
| 24 | HV | Hà Lan       | Timothy Fosu-Mensah |
| 25 | TV | Argentina    | Exequiel Palacios   |
| 30 | HV | Hà Lan       | Jeremie Frimpong    |
| 31 | HV | Bỉ           | Madi Monamay        |
| 32 | TV | Colombia     | Gustavo Puerta      |
| 34 | TV | Thụy Sĩ      | Granit Xhaka        |
| 36 | TM | Đức          | Niklas Lomb         |
| 38 | TĐ | Đức          | Ken Izekor          |
| 47 | TV | Maroc        | Ayman Aourir        |

### Cho mượn
Ghi chú: Quốc kỳ chỉ đội tuyển quốc gia được xác định rõ trong điều lệ tư cách FIFA. Các cầu thủ có thể giữ hơn một quốc tịch ngoài FIFA.
| Số | VT | Quốc gia  | Cầu thủ                                                    |
| -- | -- | --------- | ---------------------------------------------------------- |
| —  | TM | Áo        | Patrick Pentz (tại Brøndby đến 30 tháng 6 năm 2024)        |
| —  | HV | Togo      | Sadik Fofana (tại Fortuna Sittard đến 30 tháng 6 năm 2024) |
| —  | TV | Thụy Điển | Jardell Kanga (tại De Graafschap đến 30 tháng 6 năm 2024)  |

| Số | VT | Quốc gia    | Cầu thủ                                                       |
| -- | -- | ----------- | ------------------------------------------------------------- |
| —  | TĐ | Tây Ban Nha | Iker Bravo (tại Real Madrid Castilla đến 30 tháng 6 năm 2024) |
| —  | TĐ | Iran        | Sardar Azmoun (tại Roma đến 30 tháng 6 năm 2024)              |

## Chuyển nhượng

### Đến
| Pos. | Cầu thủ         | Chuyển đến từ            | Mức giá     | Ngày                |
| ---- | --------------- | ------------------------ | ----------- | ------------------- |
| HV   | Álex Grimaldo   | Benfica                  | Miễn phí    | 1 tháng 7 năm 2023  |
| HV   | Arthur          | América Mineiro          | €7,000,000  | 1 tháng 7 năm 2023  |
| TV   | Jonas Hofmann   | Borussia Mönchengladbach | €10,000,000 | 5 tháng 7 năm 2023  |
| TV   | Granit Xhaka    | Arsenal                  | €25,000,000 | 6 tháng 7 năm 2023  |
| TĐ   | Victor Boniface | Union Saint-Gilloise     | €20,000,000 | 22 tháng 7 năm 2023 |
| TM   | Matěj Kovář     | Manchester United        | €5,000,000  | 15 tháng 8 năm 2023 |
| HV   | Josip Stanišić  | Bayern Munich            | Cho mượn    | 20 tháng 8 năm 2023 |
| TV   | Nathan Tella    | Southampton              | €23,300,000 | 27 tháng 8 năm 2023 |
| TĐ   | Borja Iglesias  | Real Betis               | Cho mượn    | 27 tháng 1 năm 2024 |

### Rời
| Pos. | Cầu thủ          | Chuyển đến           | Mức giá            | Ngày                |
| ---- | ---------------- | -------------------- | ------------------ | ------------------- |
| TV   | Ayman Azhil      | Borussia Dortmund II | Miễn phí           | 1 tháng 7 năm 2023  |
| TĐ   | Karim Bellarabi  | Cầu thủ tự do        | Miễn phí           | 1 tháng 7 năm 2023  |
| TM   | Lennart Grill    | Union Berlin         | Không được tiết lộ | 1 tháng 7 năm 2023  |
| TM   | Andrey Lunyov    | Qarabağ              | Miễn phí           | 1 tháng 7 năm 2023  |
| TĐ   | Paulinho         | Atlético Mineiro     | Miễn phí           | 1 tháng 7 năm 2023  |
| HV   | Daley Sinkgraven | Las Palmas           | Miễn phí           | 1 tháng 7 năm 2023  |
| HV   | Mitchel Bakker   | Atalanta             | €10,000,000        | 7 tháng 7 năm 2023  |
| TĐ   | Moussa Diaby     | Aston Villa          | €55,000,000        | 22 tháng 7 năm 2023 |
| TV   | Sadik Fofana     | Fortuna Sittard      | Cho mượn           | 25 tháng 7 năm 2023 |
| TV   | Kerem Demirbay   | Galatasaray          | €3,700,000         | 3 tháng 8 năm 2023  |
| TV   | Joshua Eze       | Fortuna Köln         | Miễn phí           | 4 tháng 8 năm 2023  |
| TM   | Patrick Pentz    | Brøndby              | Cho mượn           | 18 tháng 8 năm 2023 |
| TĐ   | Sardar Azmoun    | Roma                 | Cho mượn           | 26 tháng 8 năm 2023 |
| TV   | Nadiem Amiri     | Mainz 05             | €1,000,000         | 31 tháng 1 năm 2024 |

## Giao hữu tiền mùa giải
Thắng
      Hòa
      Thua
      Lịch thi đấu
| 21 tháng 7 năm 2023 Giao hữu | Bayer Leverkusen | 1–2      | SC Paderborn                             | Velbert                                                             |  |
| 17:30 CEST (UTC+2)           | - Azmoun 40'     | Chi tiết | - Musliu 32' - Muslija 45' - Bilbija 58' | Sân vận động: IMS Arena Lượng khán giả: 1,890 Trọng tài: Nico Fuchs |  |

| 29 tháng 7 năm 2023 Giao hữu | Real Sociedad | 1–0      | Bayer Leverkusen              | San Sebastián, Tây Ban Nha                                                                       |  |
| 18:00 CEST (UTC+2)           | - Méndez 42'  | Chi tiết | - Puerta 37' - Marsenic 90+1' | Sân vận động: Reale Arena Lượng khán giả: 17,143 Trọng tài: Igor Galech Apezteguía (Tây Ban Nha) |  |

| 2 tháng 8 năm 2023 Giao hữu | Marseille               | 1–2      | Bayer Leverkusen                 | Marseille, Pháp                                              |  |
| 20:45 CEST (UTC+2)          | - Touré 71' - Mughe 79' | Chi tiết | - Tah 15' - Amiri 40' - Münz 64' | Sân vận động: Stade Vélodrome Trọng tài: Gaël Angoula (Pháp) |  |

| 5 tháng 8 năm 2023 Giao hữu | Bayer Leverkusen                                                      | 4–0      | West Ham United                         | Leverkusen                                                                      |  |
| 13:30 CEST (UTC+2)          | - Hofmann 4' - Kehrer 24' (l.n.) - Boniface 38' - Andrich 70' (ph.đ.) | Chi tiết | - Zouma 8' - Paquetá 21' - Coventry 83' | Sân vận động: BayArena Lượng khán giả: 25,325 Trọng tài: Sascha Stegemann (Đức) |  |

| 7 tháng 9 năm 2023 Giao hữu | Bayer Leverkusen                                            | 4–2      | Alemannia Aachen       | Leverkusen                                 |  |
| 11:00 CEST (UTC+2)          | - Amiri 11' - Hanraths 15' (l.n.) - Mensah 19' - Puerta 25' | Chi tiết | - Heinz 77' - Baum 81' | Sân vận động: BayArena Lượng khán giả: 500 |  |

| 7 tháng 1 năm 2024 Giao hữu | Bayer Leverkusen                             | 4–1      | Venezia                         | Leverkusen                                                                |  |
| 15:00 CET (UTC+1)           | - Hložek 16', 20' - Schick 33' - Hofmann 54' | Chi tiết | - Ellertsson 28' - Olivieri 78' | Sân vận động: BayArena Lượng khán giả: 12,796 Trọng tài: Nico Fuchs (Đức) |  |

## Giải đấu

### Kết quả
| Giải đấu           | Trận đấu đầu tiên   | Trận đấu cuối cùng  | Vòng đấu mở màn | Vị trí chung cuộc | Thành tích | Thành tích | Thành tích | Thành tích | Thành tích | Thành tích | Thành tích | Thành tích |
| Giải đấu           | Trận đấu đầu tiên   | Trận đấu cuối cùng  | Vòng đấu mở màn | Vị trí chung cuộc | ST         | T          | H          | B          | BT         | BB         | HS         | % thắng    |
| ------------------ | ------------------- | ------------------- | --------------- | ----------------- | ---------- | ---------- | ---------- | ---------- | ---------- | ---------- | ---------- | ---------- |
| Bundesliga         | 19 tháng 8 năm 2023 | 18 tháng 5 năm 2024 | Vòng 1          | Vô địch           | 34         | 28         | 6          | 0          | 89         | 24         | +65        | 082,35     |
| DFB-Pokal          | 12 tháng 8 năm 2023 | 25 tháng 5 năm 2024 | Vòng đầu tiên   | Vô địch           | 6          | 6          | 0          | 0          | 24         | 5          | +19        | 100,00     |
| UEFA Europa League | 21 tháng 9 năm 2023 | 22 tháng 5 năm 2024 | Vòng bảng       | Á quân            | 13         | 9          | 3          | 1          | 31         | 13         | +18        | 069,23     |
| Tổng cộng          | Tổng cộng           | Tổng cộng           | Tổng cộng       | Tổng cộng         | 53         | 43         | 9          | 1          | 144        | 42         | +102       | 081,13     |

Cập nhật lần cuối: 22 tháng 5 năm 2024
Nguồn: Soccerway

### Bundesliga

#### Bảng xếp hạng
| VT | Đội                  | ST | T  | H | B | BT | BB | HS  | Đ  | Giành quyền tham dự hoặc xuống hạng    |
| -- | -------------------- | -- | -- | - | - | -- | -- | --- | -- | -------------------------------------- |
| 1  | Bayer Leverkusen (C) | 34 | 28 | 6 | 0 | 89 | 24 | +65 | 90 | Lọt vào vòng đấu hạng Champions League |
| 2  | VfB Stuttgart        | 34 | 23 | 4 | 7 | 78 | 39 | +39 | 73 | Lọt vào vòng đấu hạng Champions League |
| 3  | Bayern Munich        | 34 | 23 | 3 | 8 | 94 | 45 | +49 | 72 | Lọt vào vòng đấu hạng Champions League |
| 4  | RB Leipzig           | 34 | 19 | 8 | 7 | 77 | 39 | +38 | 65 | Lọt vào vòng đấu hạng Champions League |
| 5  | Borussia Dortmund    | 34 | 18 | 9 | 7 | 68 | 43 | +25 | 63 | Lọt vào vòng đấu hạng Champions League |

#### Tóm tắt kết quả
| Tổng thể | Tổng thể | Tổng thể | Tổng thể | Tổng thể | Tổng thể | Tổng thể | Tổng thể | Sân nhà | Sân nhà | Sân nhà | Sân nhà | Sân nhà | Sân nhà | Sân khách | Sân khách | Sân khách | Sân khách | Sân khách | Sân khách |
| ST       | T        | H        | B        | BT       | BB       | HS       | Đ        | T       | H       | B       | BT      | BB      | HS      | T         | H         | B         | BT        | BB        | HS        |
| -------- | -------- | -------- | -------- | -------- | -------- | -------- | -------- | ------- | ------- | ------- | ------- | ------- | ------- | --------- | --------- | --------- | --------- | --------- | --------- |
| 34       | 28       | 6        | 0        | 89       | 24       | +65      | 90       | 14      | 3       | 0       | 47      | 11      | +36     | 14        | 3         | 0         | 42        | 13        | +29       |

Nguồn: DFB

#### Kết quả vòng đấu
| Vòng     | 1 | 2 | 3 | 4  | 5  | 6  | 7  | 8  | 9  | 10 | 11 | 12 | 13 | 14 | 15 | 16 | 17 | 18 | 19 | 20 | 21 | 22 | 23 | 24 | 25 | 26 | 27 | 28 | 29 | 30 | 31 | 32 | 33 | 34 |
| -------- | - | - | - | -- | -- | -- | -- | -- | -- | -- | -- | -- | -- | -- | -- | -- | -- | -- | -- | -- | -- | -- | -- | -- | -- | -- | -- | -- | -- | -- | -- | -- | -- | -- |
| Địa điểm | H | A | H | A  | H  | A  | H  | A  | H  | A  | H  | A  | H  | A  | H  | H  | A  | A  | H  | A  | H  | A  | H  | A  | H  | A  | H  | A  | H  | A  | H  | A  | A  | H  |
| Kết quả  | W | W | W | D  | W  | W  | W  | W  | W  | W  | W  | W  | D  | D  | W  | W  | W  | W  | D  | W  | W  | W  | W  | W  | W  | W  | W  | W  | W  | D  | D  | W  | W  | W  |
| Vị trí   | 5 | 3 | 1 | 1  | 2  | 1  | 1  | 1  | 1  | 1  | 1  | 1  | 1  | 1  | 1  | 1  | 1  | 1  | 1  | 1  | 1  | 1  | 1  | 1  | 1  | 1  | 1  | 1  | 1  | 1  | 1  | 1  | 1  | 1  |
| Điểm     | 3 | 6 | 9 | 10 | 13 | 16 | 19 | 22 | 25 | 28 | 31 | 34 | 35 | 36 | 39 | 42 | 45 | 48 | 49 | 52 | 55 | 58 | 61 | 64 | 67 | 70 | 73 | 76 | 79 | 80 | 81 | 84 | 87 | 90 |

#### Trận đấu
Lịch thi đấu của giải đấu được công bố vào ngày 30 tháng 6 năm 2023.
| 19 tháng 8 năm 2023 1 | Bayer Leverkusen                                    | 3–2      | RB Leipzig                                         | Leverkusen                                                           |  |
| 15:30 CEST (UTC+2)    | - Frimpong 24' - Tah 35' - Wirtz 64' - Boniface 69' | Chi tiết | - Olmo 39' - Seiwald 62' - Openda 71' - Lukeba 81' | Sân vận động: BayArena Lượng khán giả: 29,464 Trọng tài: Felix Brych |  |

| 26 tháng 8 năm 2023 2 | Borussia Mönchengladbach         | 0–3      | Bayer Leverkusen                                             | Mönchengladbach                                                                 |  |
| 18:30 CEST (UTC+2)    | - Čvančara 45+3' - Itakura 45+5' | Chi tiết | - Boniface 16', 18', 53' - Frimpong 45+3' - Tah 45+4', 45+6' | Sân vận động: Borussia-Park Lượng khán giả: 54,042 Trọng tài: Christian Dingert |  |

| 2 tháng 9 năm 2023 3 | Bayer Leverkusen                                                                         | 5–1      | Darmstadt 98                        | Leverkusen                                                              |  |
| 15:30 CEST (UTC+2)   | - Boniface 21', 61' - Tah 24' - Palacios 27', 49' - Xhaka 31' - Hofmann 67' - Hložek 83' | Chi tiết | - Vilhelmsson 25', 53' - Klarer 80' | Sân vận động: BayArena Lượng khán giả: 29,653 Trọng tài: Sven Jablonski |  |

| 15 tháng 9 năm 2023 4 | Bayern Munich            | 2–2      | Bayer Leverkusen                                                                | Munich                                                                        |  |
| 20:30 CEST (UTC+2)    | - Kane 7' - Goretzka 86' | Chi tiết | - Grimaldo 24' - Hofmann 34' - Wirtz 47' - Tapsoba 69' - Palacios 90+4' (ph.đ.) | Sân vận động: Allianz Arena Lượng khán giả: 75,000 Trọng tài: Daniel Schlager |  |

| 24 tháng 9 năm 2023 5 | Bayer Leverkusen                                                   | 4–1      | 1. FC Heidenheim              | Leverkusen                                                                 |  |
| 15:30 CEST (UTC+2)    | - Boniface 9', 74' (ph.đ.) - Palacios 31' - Hofmann 63' - Adli 82' | Chi tiết | - Theuerkauf 37' - Dinkçi 58' | Sân vận động: BayArena Lượng khán giả: 29,557 Trọng tài: Christian Dingert |  |

| 30 tháng 9 năm 2023 6 | Mainz 05                                                     | 0–3      | Bayer Leverkusen                                                  | Mainz                                                                     |  |
| 15:30 CEST (UTC+2)    | - Fernandes 58' - Gruda 75' - Richter 90+2' - Barreiro 90+4' | Chi tiết | - Xhaka 4' - Van den Berg 18' (l.n.) - Grimaldo 59' - Hofmann 65' | Sân vận động: Mewa Arena Lượng khán giả: 33,305 Trọng tài: Benjamin Brand |  |

| 8 tháng 10 năm 2023 7 | Bayer Leverkusen                                                           | 3–0      | 1. FC Köln     | Leverkusen                                                            |  |
| 15:30 CEST (UTC+2)    | - Hofmann 22' - Frimpong 23', 32' - Tapsoba 45+4' - Tah 61' - Boniface 67' | Chi tiết | - Baumgart 24' | Sân vận động: BayArena Lượng khán giả: 30,210 Trọng tài: Felix Zwayer |  |

| 21 tháng 10 năm 2023 8 | VfL Wolfsburg                                     | 1–2      | Bayer Leverkusen                                                                                | Wolfsburg                                                                    |  |
| 15:30 CEST (UTC+2)     | - Arnold 36' - Lacroix 41' - Baku 45' - Mæhle 65' | Chi tiết | - Frimpong 13' - Palacios 37' - Xhaka 55' - Adli 56' - Grimaldo 62' - Hofmann 74' - Tapsoba 86' | Sân vận động: Volkswagen Arena Lượng khán giả: 28,917 Trọng tài: Marco Fritz |  |

| 29 tháng 10 năm 2023 9 | Bayer Leverkusen          | 2–1      | SC Freiburg                            | Leverkusen                                                              |  |
| 17:30 CEST (UTC+2)     | - Wirtz 36' - Hofmann 60' | Chi tiết | - Kübler 14' - Gulde 70' - Höler 90+4' | Sân vận động: BayArena Lượng khán giả: 30,210 Trọng tài: Daniel Siebert |  |

| 4 tháng 11 năm 2023 10 | 1899 Hoffenheim                                            | 2–3      | Bayer Leverkusen                                          | Hoffenheim                                                                          |  |
| 15:30 CET (UTC+1)      | - Weghorst 45+3', 58' - Kabak 48' - Stach 56' - Prömel 60' | Chi tiết | - Wirtz 9' - Grimaldo 45+1', 70' - Hradecky 72' - Tah 81' | Sân vận động: Rhein-Neckar-Arena Lượng khán giả: 30,150 Trọng tài: Frank Willenborg |  |

| 12 tháng 11 năm 2023 11 | Bayer Leverkusen                                     | 4–0      | Union Berlin | Leverkusen                                                           |  |
| 15:30 CET (UTC+1)       | - Grimaldo 23' - Kossounou 57' - Tah 73' - Tella 83' | Chi tiết | - Rönnow 74' | Sân vận động: BayArena Lượng khán giả: 29,387 Trọng tài: Timo Gerach |  |

| 25 tháng 11 năm 2023 12 | Werder Bremen                              | 0–3      | Bayer Leverkusen                                     | Bremen                                                                       |  |
| 15:30 CET (UTC+1)       | - Bittencourt 14' - Friedl 36' - Deman 54' | Chi tiết | - Deman 9' (l.n.) - Frimpong 43' - Grimaldo 76', 76' | Sân vận động: Weserstadion Lượng khán giả: 42,100 Trọng tài: Martin Petersen |  |

| 3 tháng 12 năm 2023 13 | Bayer Leverkusen                                               | 1–1      | Borussia Dortmund                       | Leverkusen                                                              |  |
| 17:30 CET (UTC+1)      | - Frimpong 12' - Palacios 74' - Boniface 74' - Kossounou 90+1' | Chi tiết | - Ryerson 5' - Hummels 77' - Wolf 90+1' | Sân vận động: BayArena Lượng khán giả: 30,210 Trọng tài: Daniel Siebert |  |

| 10 tháng 12 năm 2023 14 | VfB Stuttgart               | 1–1      | Bayer Leverkusen           | Stuttgart                                                              |  |
| 15:30 CET (UTC+1)       | - Führich 10' - Karazor 65' | Chi tiết | - Kossounou 6' - Wirtz 47' | Sân vận động: MHPArena Lượng khán giả: 54,500 Trọng tài: Deniz Aytekin |  |

| 17 tháng 12 năm 2023 15 | Bayer Leverkusen                                         | 3–0      | Eintracht Frankfurt       | Leverkusen                                                                 |  |
| 17:30 CET (UTC+1)       | - Palacios 12' - Boniface 14' - Frimpong 51' - Wirtz 57' | Chi tiết | - Götze 33' - Pacho 90+4' | Sân vận động: BayArena Lượng khán giả: 30,210 Trọng tài: Christian Dingert |  |

| 20 tháng 12 năm 2023 16 | Bayer Leverkusen                                | 4–0      | VfL Bochum                        | Leverkusen                                                               |  |
| 20:30 CET (UTC+1)       | - Schick 30' (ph.đ.), 32', 45+1' - Boniface 69' | Chi tiết | - Mašović 39' - Schlotterbeck 51' | Sân vận động: BayArena Lượng khán giả: 30,210 Trọng tài: Daniel Schlager |  |

| 13 tháng 1 năm 2024 17 | FC Augsburg                          | 0–1      | Bayer Leverkusen                 | Augsburg                                                                 |  |
| 15:30 CET (UTC+1)      | - Vargas 18' - Iago 19' - Dorsch 44' | Chi tiết | - Hofmann 45+1' - Palacios 90+4' | Sân vận động: WWK Arena Lượng khán giả: 30,055 Trọng tài: Sven Jablonski |  |

| 20 tháng 1 năm 2024 18 | RB Leipzig                                   | 2–3      | Bayer Leverkusen                                                       | Leipzig                                                                            |  |
| 18:30 CET (UTC+1)      | - Simons 7', 71' - Openda 56' - Schlager 87' | Chi tiết | - Tah 12', 63' - Stanišić 38' - Tella 47' - Wirtz 66' - Hincapié 90+1' | Sân vận động: Red Bull Arena Lượng khán giả: 46,529 Trọng tài: Matthias Jöllenbeck |  |

| 27 tháng 1 năm 2024 19 | Bayer Leverkusen                        | 0–0      | Borussia Mönchengladbach | Leverkusen                                                             |  |
| 18:30 CET (UTC+1)      | - Xhaka 47' - Schick 66' - Stanišić 74' | Chi tiết | - Weigl 81'              | Sân vận động: BayArena Lượng khán giả: 30,210 Trọng tài: Deniz Aytekin |  |

| 3 tháng 2 năm 2024 20 | Darmstadt 98                   | 0–2      | Bayer Leverkusen                           | Darmstadt                                                                                     |  |
| 15:30 CET (UTC+1)     | - Zimmermann 49' - Franjić 68' | Chi tiết | - Andrich 7' - Tella 33', 52' - Hložek 74' | Sân vận động: Merck-Stadion am Böllenfalltor Lượng khán giả: 17,810 Trọng tài: Tobias Reichel |  |

| 10 tháng 2 năm 2024 21 | Bayer Leverkusen                                                                       | 3–0      | Bayern Munich             | Leverkusen                                                            |  |
| 18:30 CET (UTC+1)      | - Stanišić 18' - Grimaldo 50' - Tapsoba 64' - Adli 77' - Hradecky 83' - Frimpong 90+5' | Chi tiết | - Boey 36' - Goretzka 62' | Sân vận động: BayArena Lượng khán giả: 30,210 Trọng tài: Felix Zwayer |  |

| 17 tháng 2 năm 2024 22 | 1. FC Heidenheim                                | 1–2      | Bayer Leverkusen                            | Heidenheim                                                              |  |
| 15:30 CET (UTC+1)      | - Föhrenbach 27' - Gimber 32' - Kleindienst 87' | Chi tiết | - Frimpong 45+2' - Adli 81' - Andrich 90+2' | Sân vận động: Voith-Arena Lượng khán giả: 15,000 Trọng tài: Harm Osmers |  |

| 23 tháng 2 năm 2024 23 | Bayer Leverkusen                                                | 2–1      | Mainz 05                                                                        | Leverkusen                                                           |  |
| 20:30 CET (UTC+1)      | - Xhaka 3' - Frimpong 45+1' - Tah 49' - Andrich 68' - Wirtz 74' | Chi tiết | - Kohr 7', 52' - Onisiwo 42' - Zentner 54' - Caci 66' - Ngankam 80' - Mwene 85' | Sân vận động: BayArena Lượng khán giả: 30,210 Trọng tài: Timo Gerach |  |

| 3 tháng 3 năm 2024 24 | 1. FC Köln                                  | 0–2      | Bayer Leverkusen                                  | Cologne                                                                            |  |
| 15:30 CET (UTC+1)     | - Thielmann 14' - Ljubičić 16' - Martel 30' | Chi tiết | - Frimpong 23', 38' - Stanišić 59' - Grimaldo 73' | Sân vận động: RheinEnergieStadion Lượng khán giả: 50,000 Trọng tài: Tobias Stieler |  |

| 10 tháng 3 năm 2024 25 | Bayer Leverkusen                   | 2–0      | VfL Wolfsburg                | Leverkusen                                                              |  |
| 19:30 CET (UTC+1)      | - Tella 37' - Adli 80' - Wirtz 86' | Chi tiết | - Gerhardt 7' - Jenz 12' 28' | Sân vận động: BayArena Lượng khán giả: 29,314 Trọng tài: Daniel Siebert |  |

| 17 tháng 3 năm 2024 26 | SC Freiburg                          | 2–3      | Bayer Leverkusen                     | Freiburg                                                                        |  |
| 15:30 CET (UTC+1)      | - Dōan 10' - Höfler 72' - Keitel 79' | Chi tiết | - Wirtz 2' - Hložek 40' - Schick 53' | Sân vận động: Europa-Park Stadion Lượng khán giả: 34,700 Trọng tài: Harm Osmers |  |

| 30 tháng 3 năm 2024 27 | Bayer Leverkusen             | 2–1      | 1899 Hoffenheim           | Leverkusen                                                             |  |
| 15:30 CET (UTC+1)      | - Andrich 88' - Schick 90+1' | Chi tiết | - Drexler 19' - Beier 33' | Sân vận động: BayArena Lượng khán giả: 30,210 Trọng tài: Deniz Aytekin |  |

| 6 tháng 4 năm 2024 28 | Union Berlin                    | 0–1      | Bayer Leverkusen                               | Berlin                                                                                        |  |
| 15:30 CEST (UTC+2)    | - Gosens 9' 45+3' - Tousart 37' | Chi tiết | - Wirtz 45+8' (ph.đ.) - Adli 64' - Andrich 82' | Sân vận động: Stadion An der Alten Försterei Lượng khán giả: 22,012 Trọng tài: Benjamin Brand |  |

| 14 tháng 4 năm 2024 29 | Bayer Leverkusen                                                                   | 5–0      | Werder Bremen     | Leverkusen                                                           |  |
| 17:30 CEST (UTC+2)     | - Boniface 25' (ph.đ.) - Adli 31' - Hincapié 47' - Xhaka 60' - Wirtz 68', 83', 90' | Chi tiết | - Bittencourt 47' | Sân vận động: BayArena Lượng khán giả: 30,210 Trọng tài: Harm Osmers |  |

| 21 tháng 4 năm 2024 30 | Borussia Dortmund                                                   | 1–1      | Bayer Leverkusen                                          | Dortmund                                                                         |  |
| 17:30 CEST (UTC+2)     | - Maatsen 37' - Can 45+2' - Füllkrug 45+3', 81' - Schlotterbeck 88' | Chi tiết | - Tella 28' - Frimpong 88' - Xhaka 90+1' - Stanišić 90+7' | Sân vận động: Signal Iduna Park Lượng khán giả: 81,365 Trọng tài: Daniel Siebert |  |

| 27 tháng 4 năm 2024 31 | Bayer Leverkusen                                                              | 2–2      | VfB Stuttgart                                                 | Leverkusen                                                            |  |
| 18:30 CEST (UTC+2)     | - Palacios 31' - Kossounou 41' - Andrich 58', 90+6' - Adli 61' - Hincapié 84' | Chi tiết | - Undav 42', 57' - Führich 47' - Millot 69' - Mittelstädt 77' | Sân vận động: BayArena Lượng khán giả: 30,210 Trọng tài: Felix Zwayer |  |

| 5 tháng 5 năm 2024 32 | Eintracht Frankfurt | 1–5      | Bayer Leverkusen                                                                      | Frankfurt                                                                            |  |
| 17:30 CEST (UTC+2)    | - Ekitike 32'       | Chi tiết | - Xhaka 12' - Schick 44' - Palacios 58' (ph.đ.) - Frimpong 77' - Boniface 89' (ph.đ.) | Sân vận động: Deutsche Bank Park Lượng khán giả: 58,000 Trọng tài: Christian Dingert |  |

| 12 tháng 5 năm 2024 33 | VfL Bochum                                        | 0–5      | Bayer Leverkusen                                                                             | Bochum                                                                     |  |
| 19:30 CEST (UTC+2)     | - Passlack 15' - Schlotterbeck 45+1' - Ordets 63' | Chi tiết | - Tella 27' - Schick 41' - Boniface 45+2' (ph.đ.) - Adli 76' - Stanišić 86' - Grimaldo 90+3' | Sân vận động: Ruhrstadion Lượng khán giả: 26,000 Trọng tài: Benjamin Brand |  |

| 18 tháng 5 năm 2024 34 | Bayer Leverkusen             | 2–1      | FC Augsburg                | Leverkusen                                                                   |  |
| 15:30 CEST (UTC+2)     | - Boniface 12' - Andrich 27' | Chi tiết | - Kömür 62' - Uduokhai 82' | Sân vận động: BayArena Lượng khán giả: 30,210 Trọng tài: Matthias Jöllenbeck |  |

### DFB-Pokal
| 12 tháng 8 năm 2023 Vòng đầu tiên | Teutonia Ottensen | 0–8      | Bayer Leverkusen                                                                                                  | Hamburg                                                                      |  |
| 15:30 CEST (UTC+2) | - Maiolo 28'      | Chi tiết | - Tapsoba 16' - Boniface 42' - Wirtz 45+1' - Adli 59' (ph.đ.) - Frimpong 67' - Hložek 74', 89', 86' - Hofmann 81' | Sân vận động: Millerntor-Stadion Lượng khán giả: 11,035 Trọng tài: Tom Bauer |  |
| Ghi chú: The match took place at the Millerntor-Stadion instead of Teutonia Ottensen's home stadium, the Stadion Hoheluft in Ottensen. |                   |          | |                                                                              |  |

| 1 tháng 11 năm 2023 Vòng 2 | SV Sandhausen                                        | 2–5      | Bayer Leverkusen                                                                         | Sandhausen                                                                             |  |
| 18:00 CET (UTC+1)          | - Fuchs 20' - Evina 49' - Ehlich 50' - Ben Balla 57' | Chi tiết | - Palacios 21' (ph.đ.), 28' - Tah 54' - Grimaldo 71' - Hložek 76', 85' - Adli 88', 90+2' | Sân vận động: GP Stadion am Hardtwald Lượng khán giả: 10,022 Trọng tài: Richard Hempel |  |

| 6 tháng 12 năm 2023 Vòng 16 đội | Bayer Leverkusen                           | 3–1      | SC Paderborn                             | Leverkusen                                                              |  |
| 18:00 CET (UTC+1)               | - Boniface 12' - Palacios 28' - Schick 87' | Chi tiết | - Bilbija 44' - Klaas 83' - Kinsombi 85' | Sân vận động: BayArena Lượng khán giả: 29,249 Trọng tài: Tobias Stieler |  |

| 6 tháng 2 năm 2024 Tứ kết | Bayer Leverkusen                                       | 3–2      | VfB Stuttgart                               | Leverkusen                                                               |  |
| 20:45 CET (UTC+1)         | - Andrich 18', 50' - Frimpong 34' - Adli 66' - Tah 90' | Chi tiết | - Anton 11' - Mittelstädt 25' - Führich 58' | Sân vận động: BayArena Lượng khán giả: 30,210 Trọng tài: Daniel Schlager |  |

| 3 tháng 4 năm 2024 Bán kết | Bayer Leverkusen                                  | 4–0      | Fortuna Düsseldorf | Leverkusen                                                                 |  |
| 20:45 CEST (UTC+2)         | - Frimpong 7' - Adli 20' - Wirtz 36', 60' (ph.đ.) | Chi tiết | - Tzolis 37'       | Sân vận động: BayArena Lượng khán giả: 30,210 Trọng tài: Christian Dingert |  |

| 25 tháng 5 năm 2024 Chung kết | 1. FC Kaiserslautern         | 0–1      | Bayer Leverkusen                                | Berlin                                                                         |  |
| 20:00 CEST (UTC+2)            | - Elvedi 86' - Klement 90+5' | Chi tiết | - Kossounou 3' 44' - Xhaka 16' - Hradecky 90+6' | Sân vận động: Olympiastadion Lượng khán giả: 74,322 Trọng tài: Bastian Dankert |  |

### UEFA Europa League

#### Vòng bảng
Lễ bốc thăm vòng bảng được tổ chức vào ngày 1 tháng 9 năm 2023.
| 21 tháng 9 năm 2023 1 | Bayer Leverkusen                                                  | 4–0      | BK Häcken | Leverkusen                                                                                 |  |
| 18:45 CEST (UTC+2)    | - Wirtz 10' - Adli 16' - Tapsoba 30' - Boniface 66' - Hofmann 70' | Chi tiết |           | Sân vận động: BayArena Lượng khán giả: 25,402 Trọng tài: Manfredas Lukjančukas (Lithuania) |  |

| 5 tháng 10 năm 2023 2 | Molde                                   | 1–2      | Bayer Leverkusen           | Molde, Na Uy                                                                                    |  |
| 21:00 CEST (UTC+2)    | - Eriksen 42' - Løvik 67' - Breivik 87' | Chi tiết | - Frimpong 14' - Tella 18' | Sân vận động: Sân vận động Aker Lượng khán giả: 8,190 Trọng tài: Anastasios Papapetrou (Hy Lạp) |  |

| 26 tháng 10 năm 2023 3 | Bayer Leverkusen                                                               | 5–1      | Qarabağ                                                               | Leverkusen                                                                        |  |
| 21:00 CEST (UTC+2)     | - Wirtz 6', 15' - Grimaldo 29', 55' - Boniface 36' - Andrich 43' - Tapsoba 57' | Chi tiết | - Bayramov 16' (ph.đ.) - Andrade 19' - Romão 45+1' - Cafarguliyev 77' | Sân vận động: BayArena Lượng khán giả: 29,039 Trọng tài: Horațiu Feșnic (Romania) |  |

| 9 tháng 11 năm 2023 4 | Qarabağ                                                      | 0–1      | Bayer Leverkusen                                 | Baku, Azerbaijan                                                                                     |  |
| 21:45 AZT (UTC+4)     | - Medina 25' - Vešović 35' - Romão 69' - Gugeshashvili 90+3' | Chi tiết | - Wirtz 68' - Xhaka 69' - Boniface 90+4' (ph.đ.) | Sân vận động: Tofiq Bahramov Republican Stadium Lượng khán giả: 30,005 Trọng tài: Craig Pawson (Anh) |  |

| 30 tháng 11 năm 2023 5 | BK Häcken | 0–2      | Bayer Leverkusen                 | Gothenburg, Thụy Điển                                                         |  |
| 21:0 CET (UTC+1) |           | Chi tiết | - Boniface 14', 25' - Schick 74' | Sân vận động: Ullevi Lượng khán giả: 11,234 Trọng tài: Julian Weinberger (Áo) |  |
| Ghi chú: The match was played at the Ullevi in Gothenburg, instead of BK Häcken's regular stadium, the Bravida Arena, which did not meet UEFA requirements. |           |          |                                  |                                                                               |  |

| 14 tháng 12 năm 2023 6 | Bayer Leverkusen                                                                            | 5–1      | Molde          | Leverkusen                                                                  |  |
| 18:45 CET (UTC+1)      | - Schick 6' - Tapsoba 22' - Ellingsen 25' (l.n.) - Tah 42' - Hložek 60', 70' - Grimaldo 78' | Chi tiết | - Kitolano 75' | Sân vận động: BayArena Lượng khán giả: 28,504 Trọng tài: Robert Jones (Anh) |  |

#### Vòng đấu loại trực tiếp

##### Vòng 16 đội
Lễ bốc thăm vòng 16 đội được tổ chức vào ngày 23 tháng 2 năm 2024.
| 7 tháng 3 năm 2024 Lượt đi | Qarabağ                          | 2–2      | Bayer Leverkusen           | Baku, Azerbaijan                                                                                        |  |
| 21:45 AZT (UTC+4)          | - Juninho 8', 45+2' - Benzia 26' | Chi tiết | - Wirtz 70' - Schick 90+2' | Sân vận động: Tofiq Bahramov Republican Stadium Lượng khán giả: 30,423 Trọng tài: Benoît Bastien (Pháp) |  |

| 14 tháng 3 năm 2024 Lượt về | Bayer Leverkusen                          | 3–2 (TTS 5–4) | Qarabağ                                                         | Leverkusen                                                                    |  |
| 21:00 CET (UTC+1)           | - Schick 70', 90+3', 90+8' - Frimpong 72' | Chi tiết      | - Zoubir 58' - Cafarguliyev 63' - Juninho 67', 78' - Lunyov 90' | Sân vận động: BayArena Lượng khán giả: 30,210 Trọng tài: Anthony Taylor (Anh) |  |

##### Tứ kết
Lễ bốc thăm vòng tứ kết được tổ chức vào ngày 15 tháng 3 năm 2024.
| 11 tháng 4 năm 2024 Lượt đi | Bayer Leverkusen               | 2–0      | West Ham United             | Leverkusen                                                                              |  |
| 21:00 CEST (UTC+2)          | - Hofmann 83' - Boniface 90+1' | Chi tiết | - Paquetá 21' - Emerson 56' | Sân vận động: BayArena Lượng khán giả: 30,210 Trọng tài: Artur Soares Dias (Bồ Đào Nha) |  |

| 18 tháng 4 năm 2024 Lượt về | West Ham United                                                                    | 1–1 (TTS 1–3) | Bayer Leverkusen                                                              | London, Anh |  |
| 20:00 BST (UTC+1)           | - Antonio 13', 31' - Bowen 72' - Coufal 79' - Zouma 79' - Souček 85' - Álvarez 90' | Chi tiết      | - Kossounou 5' - Tah 31' - Palacios 85' - Kovář 87' - Frimpong 89' - Adli 90' | Sân vận động: Sân vận động Luân Đôn Lượng khán giả: 62,473 Trọng tài: José María Sánchez Martínez (Tây Ban Nha) |  |

##### Bán kết
Lễ bốc thăm vòng bán kết được tổ chức vào ngày 15 tháng 3 năm 2024, sau lễ bốc thăm vòng tứ kết.
| 2 tháng 5 năm 2024 Lượt đi | Roma                                              | 0–2      | Bayer Leverkusen                                     | Rome, Ý                                                                                        |  |
| 21:00 CEST (UTC+2)         | - Pellegrini 30' - Spinazzola 75' - Cristante 78' | Chi tiết | - Tah 16' - Wirtz 28' - Andrich 73', 76' - Xhaka 75' | Sân vận động: Sân vận động Olimpico Lượng khán giả: 64,073 Trọng tài: François Letexier (Pháp) |  |

| 9 tháng 5 năm 2024 Lượt về | Bayer Leverkusen                                                          | 2–2 (TTS 4–2) | Roma                                                                                  | Leverkusen                                                                       |  |
| 20:00 BST (UTC+1)          | - Tapsoba 20' - Tah 42' - Mancini 82' (l.n.) - Wirtz 89' - Stanišić 90+7' | Chi tiết      | - Mancini 20' - Pellegrini 21' - Paredes 27', 43' (ph.đ.), 66' (ph.đ.) - Zalewski 29' | Sân vận động: BayArena Lượng khán giả: 30,210 Trọng tài: Danny Makkelie (Hà Lan) |  |

##### Chung kết
| 22 tháng 5 năm 2024 Chung kết | Atalanta                                                                                 | 3–0      | Bayer Leverkusen                        | Dublin, Ireland                                                                       |  |
| 20:00 BST (UTC+1)             | - Lookman 12', 26', 75' - Djimsiti 22' - Scamacca 35' - Zappacosta 60' - Koopmeiners 70' | Chi tiết | - Wirtz 35' - Tapsoba 67' - Andrich 73' | Sân vận động: Aviva Stadium Lượng khán giả: 47,135 Trọng tài: István Kovács (Romania) |  |

## Thống kê

### Số trận và số bàn thắng
| Số                                  | VT      | QT           | Cầu thủ             | Tổng số | Tổng số | Bundesliga | Bundesliga | DFB-Pokal | DFB-Pokal | Europa League | Europa League |         |         |
| Số                                  | VT      | QT           | Cầu thủ             | Trận    | Bàn     | Trận       | Bàn        | Trận      | Bàn       | Trận          | Bàn           |         |         |
| Thủ môn                             | Thủ môn | Thủ môn      | Thủ môn             | Thủ môn | Thủ môn | Thủ môn    | Thủ môn    | Thủ môn   | Thủ môn   | Thủ môn       | Thủ môn       | Thủ môn | Thủ môn |
| ----------------------------------- | ------- | ------------ | ------------------- | ------- | ------- | ---------- | ---------- | --------- | --------- | ------------- | ------------- | ------- | ------- |
| 1                                   | TM      | Phần Lan     | Lukas Hradecky      | 35      | 0       | 33         | 0          | 2         | 0         | 0             | 0             |         |         |
| 17                                  | TM      | Cộng hòa Séc | Matěj Kovář         | 17      | 0       | 1          | 0          | 4         | 0         | 12            | 0             |         |         |
| 36                                  | TM      | Đức          | Niklas Lomb         | 1       | 0       | 0          | 0          | 0         | 0         | 1             | 0             |         |         |
| Hậu vệ                              |         |              |                     |         |         |            |            |           |           |               |               |         |         |
| 2                                   | HV      | Croatia      | Josip Stanišić      | 38      | 4       | 13+7       | 3          | 3+2       | 0         | 9+4           | 1             |         |         |
| 3                                   | HV      | Ecuador      | Piero Hincapié      | 43      | 1       | 16+10      | 1          | 3+2       | 0         | 10+2          | 0             |         |         |
| 4                                   | HV      | Đức          | Jonathan Tah        | 48      | 6       | 30+1       | 4          | 4+2       | 2         | 11            | 0             |         |         |
| 6                                   | HV      | Bờ Biển Ngà  | Odilon Kossounou    | 34      | 1       | 21+1       | 1          | 2+2       | 0         | 4+4           | 0             |         |         |
| 12                                  | HV      | Burkina Faso | Edmond Tapsoba      | 46      | 3       | 23+5       | 0          | 5+1       | 1         | 11+1          | 2             |         |         |
| 13                                  | HV      | Brasil       | Arthur              | 5       | 0       | 2+2        | 0          | 0+1       | 0         | 0             | 0             |         |         |
| 20                                  | HV      | Tây Ban Nha  | Álex Grimaldo       | 51      | 12      | 31+2       | 10         | 5+1       | 0         | 9+3           | 2             |         |         |
| 24                                  | HV      | Hà Lan       | Timothy Fosu-Mensah | 0       | 0       | 0          | 0          | 0         | 0         | 0             | 0             |         |         |
| 30                                  | HV      | Hà Lan       | Jeremie Frimpong    | 47      | 14      | 27+4       | 9          | 5+1       | 2         | 6+4           | 3             |         |         |
| 31                                  | HV      | Bỉ           | Madi Monamay        | 0       | 0       | 0          | 0          | 0         | 0         | 0             | 0             |         |         |
| Tiền vệ                             |         |              |                     |         |         |            |            |           |           |               |               |         |         |
| 7                                   | TV      | Đức          | Jonas Hofmann       | 46      | 8       | 26+6       | 5          | 3+2       | 1         | 3+6           | 2             |         |         |
| 8                                   | TV      | Đức          | Robert Andrich      | 45      | 6       | 18+10      | 4          | 5+1       | 1         | 8+3           | 1             |         |         |
| 10                                  | TV      | Đức          | Florian Wirtz       | 49      | 18      | 26+6       | 11         | 5+1       | 3         | 8+3           | 4             |         |         |
| 18                                  | TV      | Bỉ           | Noah Mbamba         | 6       | 0       | 0+3        | 0          | 0+1       | 0         | 0+2           | 0             |         |         |
| 19                                  | TV      | Nigeria      | Nathan Tella        | 39      | 6       | 8+16       | 5          | 1+3       | 0         | 8+3           | 1             |         |         |
| 21                                  | TV      | Maroc        | Amine Adli          | 42      | 9       | 8+15       | 3          | 4+2       | 5         | 11+2          | 1             |         |         |
| 25                                  | TV      | Argentina    | Exequiel Palacios   | 36      | 6       | 21+3       | 4          | 3         | 2         | 6+3           | 0             |         |         |
| 32                                  | TV      | Colombia     | Gustavo Puerta      | 9       | 0       | 0+6        | 0          | 0         | 0         | 2+1           | 0             |         |         |
| 34                                  | TV      | Thụy Sĩ      | Granit Xhaka        | 50      | 4       | 32+1       | 3          | 5+1       | 1         | 10+1          | 0             |         |         |
| 47                                  | TV      | Maroc        | Ayman Aourir        | 1       | 0       | 0          | 0          | 0         | 0         | 0+1           | 0             |         |         |
| Tiền đạo                            |         |              |                     |         |         |            |            |           |           |               |               |         |         |
| 9                                   | TĐ      | Tây Ban Nha  | Borja Iglesias      | 10      | 0       | 2+5        | 0          | 0+1       | 0         | 2             | 0             |         |         |
| 14                                  | TĐ      | Cộng hòa Séc | Patrik Schick       | 33      | 13      | 12+8       | 7          | 3+1       | 1         | 3+6           | 5             |         |         |
| 22                                  | TĐ      | Nigeria      | Victor Boniface     | 34      | 21      | 18+5       | 14         | 2+1       | 2         | 4+4           | 5             |         |         |
| 23                                  | TĐ      | Cộng hòa Séc | Adam Hložek         | 36      | 7       | 5+18       | 2          | 1+3       | 3         | 5+4           | 2             |         |         |
| 38                                  | TĐ      | Đức          | Ken Izekor          | 1       | 0       | 0          | 0          | 0         | 0         | 0+1           | 0             |         |         |
| Cầu thủ bị chuyển đi trong mùa giải |         |              |                     |         |         |            |            |           |           |               |               |         |         |
| 9                                   | TĐ      | Iran         | Sardar Azmoun       | 0       | 0       | 0          | 0          | 0         | 0         | 0             | 0             |         |         |
| 11                                  | TV      | Đức          | Nadiem Amiri        | 9       | 0       | 1+7        | 0          | 1         | 0         | 0             | 0             |         |         |
| 28                                  | TM      | Áo           | Patrick Pentz       | 0       | 0       | 0          | 0          | 0         | 0         | 0             | 0             |         |         |

Nguồn: Competitions

### Ghi bàn nhiều nhất
| Hạng      | Pos.      | No.       | Nat.         | Cầu thủ           | Bundesliga | DFB-Pokal | UEFA Europa League | Tổng cộng |
| --------- | --------- | --------- | ------------ | ----------------- | ---------- | --------- | ------------------ | --------- |
| 1         | TĐ        | 22        | Nigeria      | Victor Boniface   | 14         | 2         | 5                  | 21        |
| 2         | TV        | 10        | Đức          | Florian Wirtz     | 11         | 3         | 4                  | 18        |
| 3         | HV        | 30        | Hà Lan       | Jeremie Frimpong  | 9          | 2         | 3                  | 14        |
| 4         | TĐ        | 14        | Cộng hòa Séc | Patrik Schick     | 7          | 1         | 5                  | 13        |
| 5         | HV        | 20        | Tây Ban Nha  | Álex Grimaldo     | 10         | 0         | 2                  | 12        |
| 6         | TV        | 21        | Maroc        | Amine Adli        | 4          | 5         | 1                  | 10        |
| 7         | TV        | 7         | Đức          | Jonas Hofmann     | 5          | 1         | 2                  | 8         |
| 8         | TĐ        | 23        | Cộng hòa Séc | Adam Hložek       | 2          | 3         | 2                  | 7         |
| 9         | HV        | 4         | Đức          | Jonathan Tah      | 4          | 2         | 0                  | 6         |
| 9         | TV        | 19        | Nigeria      | Nathan Tella      | 5          | 0         | 1                  | 6         |
| 9         | TV        | 25        | Argentina    | Exequiel Palacios | 4          | 2         | 0                  | 6         |
| 9         | TV        | 8         | Đức          | Robert Andrich    | 4          | 1         | 1                  | 6         |
| 13        | HV        | 2         | Croatia      | Josip Stanišić    | 3          | 0         | 1                  | 4         |
| 13        | TV        | 34        | Thụy Sĩ      | Granit Xhaka      | 3          | 1         | 0                  | 4         |
| 15        | HV        | 12        | Burkina Faso | Edmond Tapsoba    | 0          | 1         | 2                  | 3         |
| 16        | HV        | 3         | Ecuador      | Piero Hincapié    | 1          | 0         | 0                  | 1         |
| 16        | HV        | 6         | Bờ Biển Ngà  | Odilon Kossounou  | 1          | 0         | 0                  | 1         |
| Phản lưới | Phản lưới | Phản lưới | Phản lưới    | Phản lưới         | 2          | 0         | 2                  | 4         |
| Tổng cộng | Tổng cộng | Tổng cộng | Tổng cộng    | Tổng cộng         | 89         | 24        | 31                 | 144       |